# Stockholms Galvaniseringsfabrik

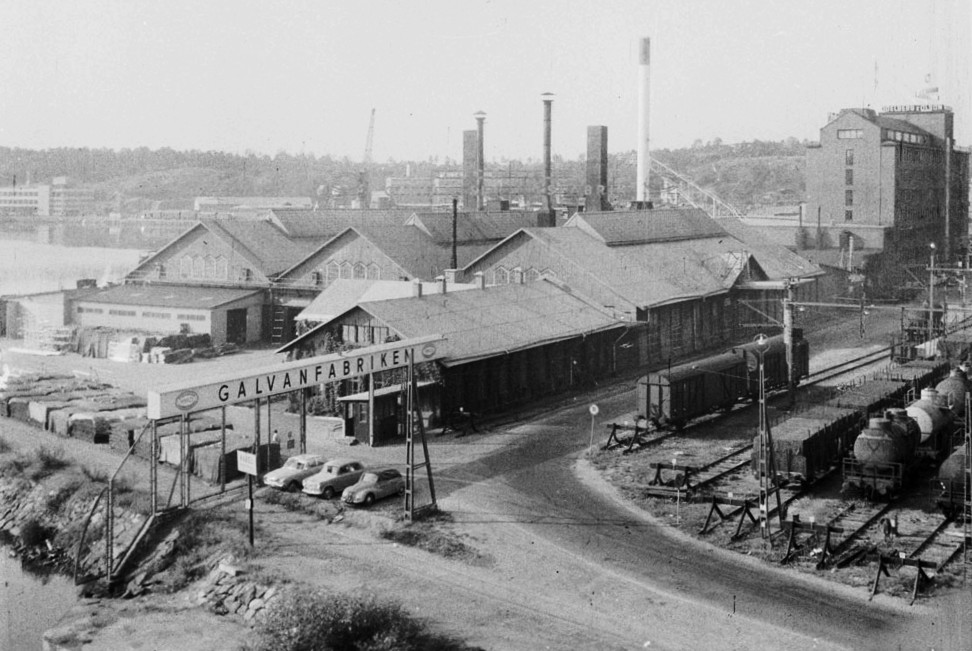
Galvaniseringsfabriken i Marievik, på platsen för nuvarande kontorsfastigheten Marievik 15.

Stockholms Galvaniseringsfabrik AB var ett företag som startades 1895 under namnet Stockholm Galvaniseringsfabrik, Aug. Pettersson av fabrikör August Pettersson vid nuvarande Liljeholmsvägen i Liljeholmen i Stockholm. Företaget sysslade med galvanisering, varmförzinkning och tunnplåtslageri.

## Historik
Bland de ursprungliga produkterna fanns galvaniserad plåt och kärl, samt galvaniserat smide och gjutjärn. Med tiden började även hydroforer, varmvattenberedare och behållare för eldsläckare att tillverkas. År 1925 förvärvades AB Göteborg Galvaniseringsfabrik. Verkstäderna vid Liljeholmsvägen, som endast hade en areal av omkring 3 000 kvadratmeter, blev med tiden för små. Därför flyttades fabriken år 1939 delvis till nya lokaler i SJ:s gamla lokverkstäder vid Liljeholmens station längst norrut vid nuvarande Årstaängsvägen i Marievik. I samband med detta ombildades den tidigare firman till aktiebolag. Nu utökades fabrikslokalerna med 15 000 kvadratmeter, och man fick tillgång till såväl egen kaj som järnvägsspår.
I början av 1950-talet sysselsatte företaget 450 anställda. Gävle Galvan inköptes 1955, den 15 februari samma år brann fabriken i Liljeholmen ner, men återuppbyggdes. Från slutet av 50-talet var en av företagets huvudprodukter sopförbrännare. Verksamheten flyttades 1966 till Järfälla och lades ner 1969. Plast hade då kommit att ersätta galvaniserade kärl varför marknaden hade krympt. Även Gävle Galvan avvecklades senare, men rekonstruerades och finns kvar än idag.  
Företagets verksamhet innebar en belastning på miljön som fortfarande har viss påverkan på Årstavikens vatten och sediment.